# Jacques Sablon
Pour les articles homonymes, voir Sablon.
Jacques Sablon est un acteur français né le 18 mai 1920 à Nogent-sur-Marne et mort le 1er septembre 1981 à Nice.

## Biographie
Jacques Sablon est le petit-fils de l'acteur Gustave Hamilton, le neveu des chanteurs Jean Sablon et Germaine Sablon et le cousin de l'actrice Berthe Jalabert.

## Filmographie
- 1944 : Béatrice devant le désir, de Jean de Marguenat
- 1949 : Le Trésor de Cantenac, de Sacha Guitry : Prosper
- 1949 : Un certain monsieur, d'Yves Ciampi
- 1950 : L'Homme de la Jamaïque, de Maurice de Canonge
- 1950 : Les Aventuriers de l'air, de René Jayet
- 1951 : Les Joyeux Pèlerins, d'Alfred Pasquali
- 1951 : Adhémar ou le Jouet de la fatalité, de Fernandel
- 1953 : L'envers du paradis, de Edmond T. Gréville
- 1953 : Le Gang des pianos à bretelles ou Gangsters en jupons, de Gilles de Turenne et Jacques Daniel-Norman
- 1954 : Napoléon, de Sacha Guitry : Robespierre
- 1955 : Si tous les gars du monde, de Christian-Jaque
- 1956 : Mademoiselle et son gang, de Jean Boyer
- 1956 : Que les hommes sont bêtes, de Roger Richebé
- 1957 : Police judiciaire de Maurice de Canonge
- 1962 : Les mystères de Paris, d'André Hunebelle
- 1966 : La Grande Vadrouille, de Gérard Oury
- 1968 : Tintin et le temple du soleil, dessin animé de Raymond Leblanc et Eddie Lateste : une voix
- 1969 : Une veuve en or, de Michel Audiard : un membre de la bande à Raphaël